# 大江恵子
大江 恵子（おおえ けいこ、1962年10月4日 - ）は、日本の教育者。福岡県出身。

## 来歴
1962年福岡県生まれ。福岡県立京都高等学校卒業。武庫川女子大学文学部教育学科初等教育専攻卒業。
主体的に行動し、自立した人間形成を促すモンテッソーリ教育で、日本各地に幼児教育施設を展開。幼児教育の場における信念を元に実践し、子どもたちの教育・育成に尽力。社会福祉法人清香会りとるぱんぷきんずグループ統括園長。自身の園長経験と学びをもとに、リーダー層のための園研修、講演活動など行う。元國學院大學幼児教育専門学校、鶴川女子短期大学非常勤講師。

## 単著
- 「園の本質　リーダーのあり方」（フレーベル館、2017年）

## 共著
- 「自己評価ガイドブック～もっとすてきな保育のために～」（フレーベル館）
- 「共異体」第7章・第9章（筒井書房）[3]

## 寄稿
- 「モンテッソーリ教育に子どものための環境づくり」雑誌Foyer（ホワイエ）VOL.61
- 「スピーチ道場　～あなたの言葉で園をもっと輝かせよう！」～2017年度保育ナビ12回シリーズ（フレーベル館）
- 「本物志向　～　今の時代を生きる！！～」2016年度保育ナビ12回シリーズ（フレーベル館）
- 「リーダーが決める！リーダーで決まる！園の本質」2015年度保育ナビ12回シリーズ（フレーベル館）
- 「一流の道　これからの時代に輝くために」2014年度保育ナビ12回シリーズ（フレーベル館）
- 「オンリーワンの園になるために～ブランディングの道」2013年度保育ナビ12回シリーズ（フレーベル館）
- 「園運営マネジメント　ブランディングのツボ」2012年度保育ナビ12回シリーズ（フレーベル館）
- 「Let’s自己評価～見える化していますか？～」2011年度保育ナビ12回シリーズ（フレーベル館）
- 「この人がズバリ」2011年度5月3回シリーズ（教育新聞）
- 「私らしさの法則」連載（毎日新聞）